# Anastasija Reiberger
Anastasija Reiberger (née Ryjikh le 19 septembre 1977 à Omsk, en Union soviétique) est une athlète allemande spécialiste du saut à la perche. Elle est la sœur ainée de Lisa Ryzih.
Quatrième des Championnats d'Europe 1998, Anastasija Ryjikh obtient le plus grand succès de sa carrière en 1999 en devenant championne du monde en salle du saut à la perche avec la marque de 4,50 m, devançant de cinq centimètres l'Islandaise Vala Flosadóttir. Plus tard dans la saison, elle remporte la médaille d'argent des Championnats d'Europe espoirs.
Son record personnel est de 4,63 m, établi le 29 juillet 2006 à Nuremberg.

## Palmarès
| Date | Compétition                    | Lieu     | Résultat | Performance |
| ---- | ------------------------------ | -------- | -------- | ----------- |
| 1998 | Championnats d'Europe          | Budapest | 4e       | 4,15 m      |
| 1999 | Championnats du monde en salle | Maebashi | 1re      | 4,50 m      |
| 1999 | Championnats d'Europe espoirs  | Göteborg | 2e       | 4,25 m      |